# Malleastrum gracile
Malleastrum gracile är en tvåhjärtbladig växtart som beskrevs av Jean-François Leroy 1964. Malleastrum gracile ingår i släktet Malleastrum och familjen Meliaceae. Inga underarter finns listade i Catalogue of Life.